# Tipula (Acutipula) melampodia
Tipula (Acutipula) melampodia is een tweevleugelige uit de familie langpootmuggen (Tipulidae). De soort komt voor in het Palearctisch gebied.